# Corteconcepción
Corteconcepción település Spanyolországban, Huelva tartományban. Corteconcepción Aracena, Hinojales, Cañaveral de León, Arroyomolinos de León, Zufre és Puerto Moral községekkel határos. Lakosainak száma 573 fő (2024).

## Népesség
A település népessége az utóbbi években az alábbiak szerint változott:
| Lakosok száma | 678  | 633  | 615  | 607  | 608  | 556  | 547  | 548  | 571  | 573  |
|               | 2001 | 2004 | 2006 | 2009 | 2011 | 2014 | 2016 | 2019 | 2021 | 2024 |